# Emilia Szlachta
Emilia Szlachta, z domu Marszałek, pseudonim Maj, Mila (ur. 6 stycznia 1919 w Brzezinach koło Dębicy, zm. 27 sierpnia 2014) – harcerka, żołnierz AK, odznaczona (w 2001) Krzyżem Kawalerskiem Orderu Odrodzenia Polski za działalność konspiracyjną w czasie II wojny światowej i w pierwszych latach po wojnie.

## Życiorys
Córka młynarza Franciszka Marszałka i Marii z domu Bujak, miała sześcioro rodzeństwa. Jej starszy o siedem lat brat Ludwik został oficerem piechoty i lotnictwa Wojska Polskiego II RP. Dzięki jego wsparciu finansowemu Emilia mogła, po ukończeniu szkoły powszechnej w Brzezinach, podjąć w 1934 naukę w gimnazjum i potem w liceum w Dębicy, Lwowie i Dęblinie.
Po wybuchu wojny opiekowała się żoną brata i ich urodzoną kilka tygodni wcześniej córeczką, podczas gdy Ludwik Marszałek walczył w szeregach dęblińskiego 15 pułku piechoty „Wilków”. Po kapitulacji Polski brat uciekł z obozu jenieckiego i przedostał się w strony rodzinne, gdzie podjął działalność w strukturach państwa podziemnego jako oficer łącznikowy pod pseudonimem „Zbroja”. Emilia od listopada 1939 ściśle z nim współpracowała pełniąc funkcje łączniczki komendanta obwodu dębickiego i łączniczki placówki w Brzezinach. Równocześnie kontynuowała naukę na tajnych kompletach; w latach 1942–1943 przeszła też przeszkolenie sanitariuszek AK, a w roku 1944 opiekowała się zorganizowanym w pobliżu jej domu rodzinnego w Brzezinach tajnym składem broni, gromadzonej – m.in. ze zrzutów spadochronowych dostarczanych od aliantów – na potrzeby planowanej przez AK akcji „Burza”. Po jej rozpoczęciu zajmowała się dostarczaniem żywności i zaopatrzenia dla oddziałów AK majora Adama Lazarowicza „Klamry” i jej brata „Zbroi” walczących z cofającymi się przed frontem nacierającej Armii Czerwonej ugrupowaniami niemieckimi; pełniła także obowiązki łączniczki i sanitariuszki.
Od stycznia 1945, kiedy front przeszedł na zachód od rejonu Rzeszowa, kontynuowała działalność w strukturach podziemnych NIE, kontynuatorki AK. 25 marca 1945 podjęła – na prośbę brata – pracę maszynistki w Wydziale Śledczym rzeszowskiego Wojewódzkiego Urzędu Bezpieczeństwa Publicznego, gdzie miała dostęp do dokumentów toczonych tam śledztw i dochodzeń. Dzięki uzyskanym tam informacjom, przekazywanym swoim konspiracyjnym przełożonym liczni żołnierze podziemia zostali uprzedzeni przed grożącym im aresztowaniem i zdołali uciec, unikając więzienia, wywiezienia na Sybir lub śmierci. Jej działalność była ściśle tajna (wiedzieli o niej wówczas tylko jej brat „Zbroja” oraz komendant inspektoratu „Klamra”; nawet jej mąż, poślubiony w 1945 Marian Szlachta – również żołnierz AK, ps. „Szary” – sądził, że pracuje na poczcie). Po trzech miesiącach działalności, w obliczu grożącego coraz bardziej niebezpieczeństwa dekonspiracji działalności Emilii jako „wtyczki” NIE w UB, „Klamra” zdecydował o zaprzestaniu jej działalności. 4 lipca 1945 uzyskała – pod pretekstem podjęcia studiów w Poznaniu – zgodę Urzędu na zwolnienie z pracy maszynistki. Przeprowadziła się wraz z mężem na Pomorze, gdzie osiedlili się w Nakle nad Notecią i gdzie rozpoczęła normalne życie żony i matki: wkrótce urodziła syna Wojciecha i córkę Marię.
Podczas prowadzonych przez UB w Warszawie śledztw w sprawie działaczy Zrzeszenia „Wolność i Niezawisłość” wyszła na jaw działalność Emilii w rejonie Rzeszowa; 4 września 1948 została aresztowana w Nakle i przewieziona do mokotowskiego więzienia, gdzie poddano ją czteromiesięcznemu okrutnemu śledztwu. 28 grudnia 1948 wojskowy Sąd Rejonowy, realizując stalinowskie dyspozycje Ministerstwa Bezpieczeństwa Publicznego skazał ją na śmierć, a Sąd Najwyższy utrzymał wyrok w mocy. Przez następne dni Emilia oczekiwała wykonania wyroku, ale ówczesny prezydent Bolesław Bierut, biorąc pod uwagę fakt, iż krótko przed aresztowaniem urodziła swoje drugie dziecko, złagodził wyrok zamieniając karę śmierci na 15 lat więzienia. Wyrok ten odbywała m.in. w ciężkim więzieniu dla kobiet w Fordonie, gdzie przeszła też poważną operację.
Emilia Szlachta wyszła na wolność po politycznej „odwilży” w roku 1956, nadal jednak – aż do końca lat 80. – pozostając osobą uznawaną przez władze za nieprawomyślną, stale obserwowaną i inwigilowaną. Po wyjściu na wolność próbowała się wraz z mężem osiedlić w Dębicy, ale tamtejsze władze utrudniały jej to, piętrząc trudności podczas budowy własnego domu. Z pomocą przyszedł jeden z jej braci, który wyemigrował jeszcze przed wojną do USA i część zarobionych tam i zaoszczędzonych pieniędzy przeznaczył dla siostry na zakup domu w Bieżanowie pod Krakowem (obecnie osiedle w granicach miasta), gdzie Emilia mieszkała z córką – nauczycielką i działaczką „Solidarności” – aż do śmierci w 2014 r.
Dopiero od czasu przekształceń ustrojowych w Polsce na przełomie lat 80. i 90. Emilia Szlachta włączyła się w życie środowiska kombatanckiego (wcześniej nigdy nie należała do ZBoWiD ani do żadnej partii lub stronnictwa politycznego). 22 lutego 2002 w siedzibie w siedzibie krakowskiego Oddziału IPN, na wniosek Zrzeszenia „Wolność i Niezawisłość” poparty przez krakowski IPN, wojewoda małopolski wręczył Emilii Szlachcie Krzyż Kawalerski Orderu Odrodzenia Polski, przyznany przez Prezydenta RP Kwaśniewskiego. Prezes IPN prof. Leon Kieres obecny na tej uroczystości powiedział o odznaczonej, że uosabia to, co najszlachetniejsze w duszach ludzi walczących o wolność.
Rodzina Emilii
Działający w niepodległościowym podziemiu w rejonie Rzeszowa wraz z siostrą Emilią i potem także na Dolnym Śląsku Ludwik Marszałek został aresztowany w 1948 i w tym samym roku rozstrzelany we wrocławskim więzieniu. Innego brata, Stanisława, dębicka UB aresztowała w Brzezinach w grudniu 1949, a w 1950 rzeszowski Wojskowy Sąd Rejonowy skazał go w trybie doraźnym na 6 lat więzienia. W domu siostry Emilii, mieszkającej w Gumniskach koło Dębicy Eleonory Stafińskej drukowano podziemne pismo „Ku Wolności”, a inna siostra, Janina ps. „Krzak” pełniła na placówce AK w Brzezinach funkcję zastępcy komendanta Wojskowej Służby Kobiet.